# MADE IN JAPAN (V6의 싱글)
〈MADE IN JAPAN〉은 V6의 2번째 싱글이다.

## 해설
- V6의 싱글로서는 처음으로 오리콘 차트 1위를 획득한 작품이다.

## 수록곡
1. MADE IN JAPAN
  - 작사: 히라이 모리타로 / 작곡: 지안카를로 파스퀴니 / 편곡: 호시노 야스히코
  - 후지 TV계 《제27회 봄의 고교 발레》 타이업
2. 大丈夫 / 괜찮아 - Coming Century
  - 작사: Coming Century / 작곡·편곡: 호시노 야스히코
3. MADE IN JAPAN (カラオケ)
4. 大丈夫 (カラオケ)